# Dactyladenia ndjoleensis
Dactyladenia ndjoleensis är en tvåhjärtbladig växtart som beskrevs av Franciscus Jozef Breteler. Dactyladenia ndjoleensis ingår i släktet Dactyladenia och familjen Chrysobalanaceae. Inga underarter finns listade i Catalogue of Life.